# Zitkala-Ša

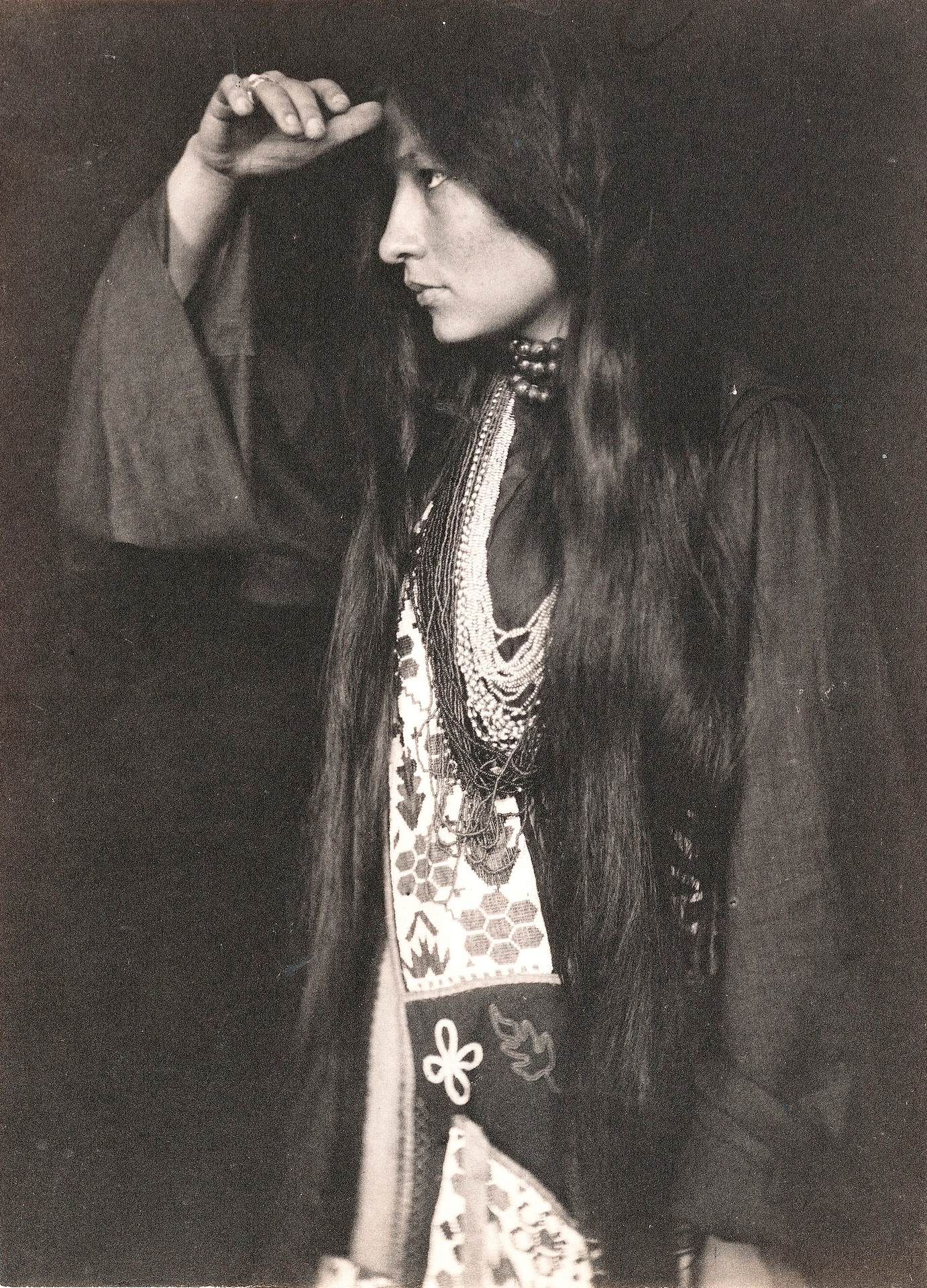
Zitkala-Ša (Fotografie von Gertrude Käsebier, 1898)

Zitkala-Ša (* 22. Februar 1876 im Yankton-Sioux-Reservat in South Dakota; † 26. Januar 1938 in Washington), auch bekannt unter dem Namen Gertrude Simmons Bonnin, war eine indigene Schriftstellerin, Musikerin, Lehrerin und Aktivistin aus dem Stamm der Yankton-Dakota.

## Leben und Werk
Zitkala-Ša wurde als Tochter der Yankton-Dakota Tate I Yohin Win ("Reaches for the Wind"), die von Missionaren den Namen Ellen Simmons erhalten hatte, und des weißen Händlers William Felker, geboren. Ihr Taufname lautete Gertie Eveline Felker. Ihr Vater verließ die Familie bereits vor ihrer Geburt, so dass sie in einem rein indianischen Umfeld aufwuchs. Bereits in ihrer Kindheit änderte sie ihren Namen in Gertrude Simmons. Den Namen Zitkala-Ša (Lakota für "Roter Vogel") nahm sie erst mit Anfang 20 an. Ihre Mutter, die kein Englisch sprach, erzog sie auf traditionelle Weise. Die Jahre ihrer Kindheit auf dem Reservat beschrieb sie in ihrer autobiographischen Erzählung "Impressions of an Indian Childhood". 1884, im Alter von acht Jahren kam sie an die Internatsschule White’s Manual Labor Institute in Wabash, Indiana. Die traumatischen Erlebnisse dieses dreijährigen Schulaufenthalts beschrieb sie in der autobiographischen Erzählung "The School Days of an Indian Girl". Ihren Schulabschluss an dieser Schule erhielt sie – nach einigen Unterbrechungen – im Jahre 1895. Bereits am White’s Manual Labor Institute begann sie das Violin- und Klavierspiel zu erlernen.
1895 bis 1897 studierte sie am Earlham College in Richmond, Indiana. 1896 vertrat sie das College bei einem Rednerwettbewerb im Bundesstaat Indiana und trat somit erstmals als Autorin in Erscheinung. Mit ihrem Text "Side by Side" gewann sie den zweiten Preis des Wettbewerbs, was aufgrund ihrer indianischen Herkunft für einiges Aufsehen sorgte. Der Text wurde in der Zeitschrift des Earlham College, The Earlhamite, veröffentlicht. Nachdem sie das College aufgrund einer schweren Erkrankung verlassen musste, ohne einen Abschluss erhalten zu haben, ging sie für zwei Jahre als Lehrerin an die Carlisle Indian Industrial School in Carlisle, Pennsylvania. Sie verließ die Schule 1899, da sie mit der restriktiven Erziehungspolitik dieser Internatsschule nicht einverstanden war. So war es indianischen Kindern bei Strafe verboten, sich in ihren indianischen Muttersprachen zu unterhalten, selbst in ihrer Freizeit. Ihre Zeit als Lehrerin in Carlisle verarbeitete sie später in der autobiographischen Erzählung "An Indian Teacher Among Indians".

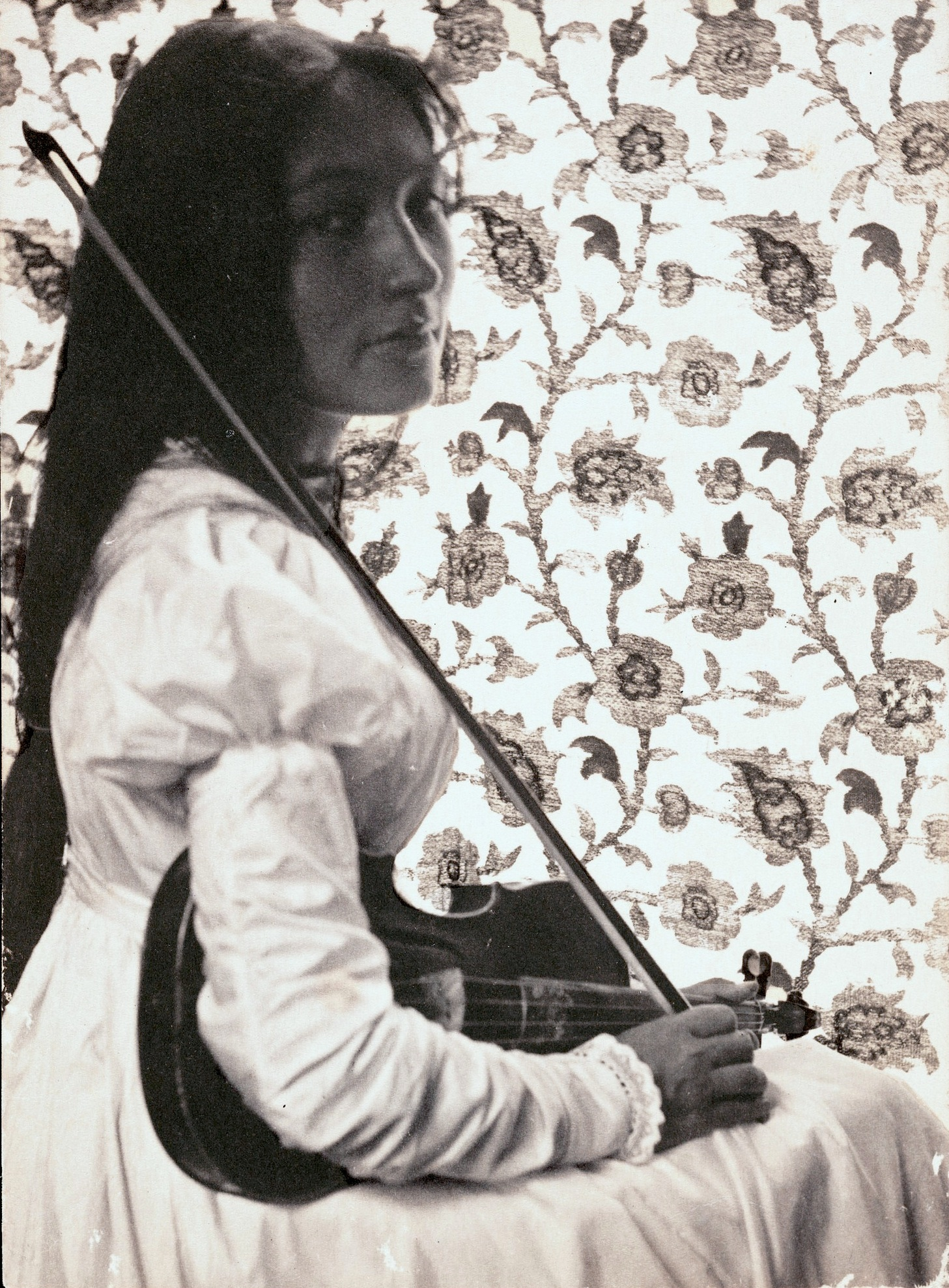
Zitkala-Ša mit ihrer Violine, 1898

Von 1899 bis 1901 studierte sie am New Conservatory of Music in Boston Violine. In dieser Zeit begann sie auch, verschiedene Texte in renommierten Zeitschriften zu veröffentlichen. Ihre autobiographischen Texte erschienen in Atlantic Monthly, weitere Texte in Harper’s Monthly Magazine. In dieser Zeit war sie auch als Musikerin sehr aktiv. So war sie im Jahr 1900 bei einer USA-weiten Konzertreise der Carlisle-Schulband als Soloviolinistin beteiligt; diese Tour wurde auch um einen Auftritt auf der Weltausstellung in Paris 1900 erweitert, an dem sie ebenfalls teilnahm.
1901 veröffentlichte der Bostoner Verlag Ginn & Company ihr Buch "Old Indian Legends", das eine Sammlung von traditionellen Sioux-Geschichten enthielt und von der Winnebago-Indianerin Angel De Cora (Hinook-Mahiwi-Kilinaka) illustriert wurde.
1902 heiratete sie den Yankton-Sioux Raymond Bonnin. 1903 wurde ihr einziges Kind, Ohiya, geboren.
Bereits 1902 zog das Ehepaar nach Utah in das Uintah-und-Ouray-Reservat, wo sie die folgenden 14 Jahre mit Lehr- und Verwaltungstätigkeiten bei den Ute-Indianern verbrachten.

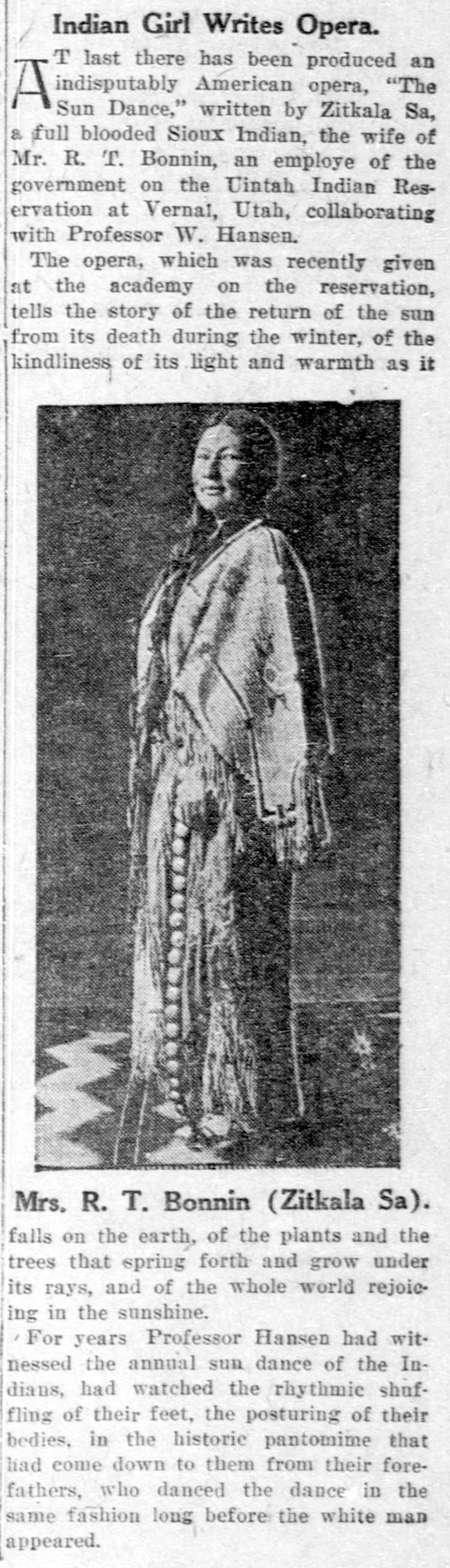
Zeitungsartikel von 1913 über die Sun Dance Opera.

1908 lernte Zitkala-Ša in Fort Duchesne, Utah, den Musiklehrer William Frederick Hanson kennen. In den folgenden drei Jahren sammelten beide musikalisches Material mit Bezug auf den Sonnentanz. Dazu zählten sowohl Ute-Gesänge als auch Sioux-Lieder, die Zitkala-Ša Hanson auf der Violine vorspielt. Beide verfassten ein Libretto für eine Oper – eine romantische Liebesgeschichte vor dem Hintergrund des Sonnentanzes. Hanson unterlegte die einstimmigen indianischen Lieder mit Harmonien. Auf diese Weise entstand die "Sun Dance Opera". Die Oper wurde 1913 mit großem Erfolg in Vernal, Utah, uraufgeführt. Die eigentliche Oper wurde von weißen Opernsängern vorgetragen. An der Aufführung war jedoch auch eine große Gruppe Ute-Indianer unter Anleitung eines etwa hundertjährigen Dakota namens Old Sioux beteiligt, die traditionelle Gesänge und Tänze aufführten.
1917 verließen Zitkala-Ša und ihr Mann Utah und zogen nach Washington. Bereits 1913 war sie der Society of American Indians beigetreten, die sich für die Rechte der indianischen Ureinwohner einsetzen. Insbesondere ging es um die Anerkennung der amerikanischen Staatsbürgerschaft, welche erst 1924 – nicht zuletzt durch das Wirken dieser panindianisch orientierten Organisation – mit dem Indian Citizenship Act erfolgte. 1916 wurde Zitkala-Ša Generalsekretärin der Society of American Indians; in dieser Funktion war sie auch für die Kontakte mit der mächtigen Behörde für Indianerangelegenheiten der USA verantwortlich, des Bureau of Indian Affairs, dessen scharfe Kritikerin in vielen Punkten sie war. 1918 und 1919 gab sie das Magazin der Organisation heraus, das American Indian Magazine, in welchem auch zahlreiche Erzählungen und Essays aus ihrer Feder erschienen. Nachdem die Society of American Indians aufgrund innerer Widersprüche zerbrochen war, gründete Zitkala-Ša gemeinsam mit ihrem Mann den National Council of American Indians, deren Vorsitzende sie bis zu ihrem Tod blieb. Auch diese Organisation kämpfte darum, die medizinische Versorgung, die Bildungsmöglichkeiten, die Arbeitsmöglichkeiten und generell die Rechtslage für die Indianer aller Stämme zu verbessern. Zitkala-Ša reiste nahezu unaufhörlich durchs Land, hielt Vorträge, sprach mit Stammes- und Behördenvertretern und verfasste Schriften, in denen sie auf Missstände und Möglichkeiten, diese abzustellen, verwies. Exemplarisch für letztere ist eine Artikelserie über die Geschichte und die Gegenwart der kalifornischen Indianer, die 1922 im San Francisco Bulletin erschien.
Seit 1921 war Zitkala-Ša Mitglied der Frauenorganisation "General Federation of Women’s Clubs". In deren Rahmen gelang ihr die Gründung der Wohlfahrtsorganisation "Indian Welfare Committee of the General Federation of Women’s Clubs".
1921 veröffentlichte Zitkala-Ša den Erzählband "American Indian Stories", welcher ihre autobiographischen Schriften und eine Reihe weiterer Erzählungen sowie im Anhang den Essay "America’s Indian Problem" enthielt, der eine scharfe Abrechnung mit der amerikanischen Indianerpolitik darstellte.
Am 22. Juni 1922 wurde im Washington Monument ein Gedenkstein des Staates South Dakota enthüllt. Zitkala-Ša nahm als Repräsentantin dieses Bundesstaates, in dem sich die großen Reservationen der Sioux befinden, vor allem aber als Repräsentantin der indianischen Völker der USA an der Feierveranstaltung in traditioneller indianischer Kleidung teil. Sie trug dort ihren Text »A Dakotah Ode to Washington« vor, in dem sie die demokratischen Prinzipien George Washingtons würdigte und die Erwartung zum Ausdruck brachte, dass diese für alle Amerikaner, also auch für die Indianer, Gültigkeit haben.
Zitkala-Ša trug durch ihre politischen Aktivitäten und Veröffentlichungen maßgeblich zum Zustandekommen des Indian Reorganization Act bei, durch den die Eigenverwaltung der Indianer in den Reservaten gestärkt wurde.

## Tod und Nachlass
Zitkala-Ša starb 1938 in Washington und wurde auf dem dortigen Arlington National Cemetery beigesetzt.
Zu Ehren Zitkala-Šas wurde ein Venuskrater nach ihr benannt ("Bonnin").
In den 1990er Jahren wurde im Nachlass Zitkala-Šas eine umfangreiche Sammlung von unveröffentlichten Erzählungen aus ihrer Hand entdeckt, die erstmals 2001 veröffentlicht wurden.

## Schriften
- Zitkala-Ša: Roter Vogel erzählt: Die Geschichten einer Dakota.  Palisander Verlag, Chemnitz 2015, ISBN 978-3-938305-70-6.